# Дискография Земфиры
Земфи́ра Талга́товна Рамаза́нова (тат. Земфира Тәлгать кызы Рамазанова; род. 26 августа 1976, Уфа) — российская певица, музыкант, композитор и автор песен, более известная мононимно как Земфи́ра. За двадцать пять лет профессиональной карьеры выпустила семь студийных альбомов, получивших значительное внимание прессы и публики. Также в дискографию Земфиры входят мини-альбом, сборник би-сайдов, три концертных альбома, два саундтрека и прочие релизы.
20 ноября 2013 года музыкальное издательство «Мирумир» сообщило о переиздании всех альбомов Земфиры на пластинках, запланированном на 2013—2014 год. Планировалось, что пластинки, включая 6 номерных альбомов, сборник би-сайдов и саундтрек к фильму «Последняя сказка Риты» будут изданы в обратном хронологическом порядке — от последней к первой, каждый альбом будет выпущен в оригинальной обложке, а фонограммы пройдут специальный мастеринг под винил. Впоследствии издательством «Мирумир» были выпущены пластинки: «Жить в твоей голове», «Последняя сказка Риты», «Z-Sides», «Спасибо» и «Вендетта», при этом последняя получила новое оформление и новый порядок следования композиций. Однако завершить переиздание не удалось – в 2017 году издательство прекратило своё существование.
Спустя несколько лет, 26 августа 2021 года, в день рождения Земфиры, был запущен её интернет-магазин, где на кассетах, CD или пластинках можно было приобрести все номерные альбомы певицы, сборник би-сайдов, саундтреки к фильмам «Последняя сказка Риты» и «Северный ветер», а также фильм-концерт «Зелёный театр в Земфире» в формате DVD. Все альбомы были переизданы музыкальным издательством «Bomba Music» с оригинальным оформлением.

## Дискография

### Студийные альбомы
| Год  | Название                     | Дата выхода   |
| ---- | ---------------------------- | ------------- |
| 1999 | «Земфира»                    | 10 мая 1999   |
| 2000 | «Прости меня моя любовь»     | 28 марта 2000 |
| 2002 | «Четырнадцать недель тишины» | 1 апр 2002    |
| 2005 | «Вендетта»                   | 1 марта 2005  |
| 2007 | «Спасибо»                    | 1 окт 2007    |
| 2013 | «Жить в твоей голове»        | 14 февр 2013  |
| 2021 | «Бордерлайн»                 | 26 февр 2021  |

### Концертные альбомы
| Год  | Название                  | Описание                                                        | Дата выхода |
| ---- | ------------------------- | --------------------------------------------------------------- | ----------- |
| 2006 | «Земфира.Live»            | Записан в ходе гастрольного тура в поддержку альбома «Вендетта» | 16 окт 2006 |
| 2010 | «Земфира.Live2»           | Записан в ходе гастрольных туров «Дежавю» и «Спасибо»           | 1 янв 2010  |
| 2016 | «Маленький человек. Live» | Записан в ходе гастрольного тура «Маленький человек»            | 23 дек 2016 |

### Сборники
| Год  | Название            | Описание                                                           | Дата выхода  |
| ---- | ------------------- | ------------------------------------------------------------------ | ------------ |
| 2007 | «Спасибо, Вендетта» | Сборник песен с альбомов «Вендетта», «Спасибо» и «Земфира.Live»    | 22 нояб 2007 |
| 2010 | «Z-Sides»           | Сборник ранее не издававшихся песен, написанных с 1997 по 2006 год | 3 авг 2010   |

### Бокс-сеты
| Год  | Название                      | Описание                                                                                             | Дата выхода |
| ---- | ----------------------------- | --- | ----------- |
| 2010 | «Земфира. Подарочное издание» | Переиздание первых трёх альбомов: «Земфира», «Прости меня моя любовь» и «Четырнадцать недель тишины» | 1 сент 2010 |

### Саундтреки
| Год  | Название                | Дата выхода  |
| ---- | ----------------------- | ------------ |
| 2012 | «Последняя сказка Риты» | 28 июня 2012 |
| 2021 | «Северный ветер»        | 12 апр 2021  |

### Мини-альбомы
| Год  | Название | Дата выхода  |
| ---- | -------- | ------------ |
| 2021 | «Ах»     | 28 июля 2021 |

### Синглы
| Год  | Название             | Дата выхода   |
| ---- | -------------------- | ------------- |
| 1999 | «Снег»               | 26 дек 1999   |
| 2000 | «До свидания…»       | 25 авг 2000   |
| 2000 | «Ждать (Хали-гали)»  | 23 дек 2000   |
| 2001 | «Трафик»             | 11 нояб 2001  |
| 2004 | «Небомореоблака»     | 20 мая 2004   |
| 2007 | «Мальчик»            | 19 марта 2007 |
| 2008 | «10 мальчиков»       | 11 февр 2008  |
| 2011 | «Без шансов»         | 15 апр 2011   |
| 2012 | «Деньги»             | 1 апр 2012    |
| 2018 | «Джозеф» (с Mujuice) | 4 сент 2018   |
| 2020 | «Крым»               | 1 апр 2020    |
| 2021 | «Остин»              | 19 февр 2021  |
| 2022 | «Мясо»               | 25 мая 2022   |
| 2023 | «PODNHA»             | 10 марта 2023 |
| 2024 | «Colette»            | 1 апр 2024    |

### Релизы сайд-проектов
| Год  | Название                                                       | Дата выхода  |
| ---- | -------------------------------------------------------------- | ------------ |
| 2013 | «First & Last» (мини-альбом сайд-проекта «The Uchpochmack»)    | 19 нояб 2013 |
| 2022 | «Земфира от Луки» (мини-альбом сайд-проекта «Земфира от Луки») | 8 окт 2022   |
| 2024 | «Dramatique» (сингл сайд-проекта «Земфира от Луки»)            | 25 дек 2024  |

### Совместные релизы
| Год  | Название                                     | Описание                                          | Дата выхода  |
| ---- | -------------------------------------------- | ------------------------------------------------- | ------------ |
| 2004 | «Богиня: как я полюбила» (с Игорем Вдовиным) | Саундтрек к одноимённому фильму Ренаты Литвиновой | 30 сент 2004 |
| 2023 | «Cactus» (с Дмитрием Емельяновым)            | Саундтрек к спектаклю Ренаты Литвиновой «Кактус»  | 27 янв 2023  |

### Участие в релизах
| Год                        | Релиз                                    | Песни                                                 |
| Релизы других исполнителей | Релизы других исполнителей               | Релизы других исполнителей                            |
| -------------------------- | ---------------------------------------- | ----------------------------------------------------- |
| 2014                       | «Stalingrad» (Анджело Бадаламенти)       | «Legenda» (с Анджело Бадаламенти)                     |
| 2016                       | «The Oceans of Ganymede» (Brazzaville)   | «Robot»                                               |
| 2016                       | «Amore e morte» (Mujuice)                | «Возвращайся домой» (с Mujuice)                       |
| 2017                       | «Amore e morte (Remixed)» (Mujuice)      | «Возвращайся домой (Rave Mix)» (с Mujuice)            |
| 2024                       | «Памяти Алексея Навального» («Россияне») | «Памяти Алексея Навального» (с разными исполнителями) |
| Трибьют-альбомы            |                                          |                                                       |
| 2000                       | «КИНОпробы. Tribute Виктор Цой»          | «Кукушка», «Каждую ночь»                              |
| 2004                       | «Звёздный каталог»                       | «Как быть?» (с «Браво»)                               |
| 2014                       | «Спасём мир. Tribute to Tsoy 2014»       | «Легенда»                                             |
| Сборники                   |                                          |                                                       |
| 2001                       | «Maxidrom 9.1. Live version»             | «Почему» (концертная версия)                          |
| 2003                       | «Пришествие: судный день первый»         | «PC» (с Сергеем Шнуровым, как «Диоды»)                |
| 2004                       | «Мешанина, или неГолубой огонёк 2004»    | «Непошлое» (с Инной Чуриковой)                        |

## Видеография

### Музыкальные фильмы и DVD
| Год  | Название                  | Описание |
| ---- | ------------------------- | --- |
| 2003 | «ZЕМФИРАLIVE»             | Видеозапись концерта в ДК им. Горбунова                                                                           |
| 2007 | «Zemfira.DVD»             | Сборник видеоклипов                                                                                               |
| 2008 | «Зелёный театр в Земфире» | Документальный фильм-концерт, реж. Рената Литвинова                                                               |
| 2010 | «Москва.Крокус/Стрелка»   | Видеозапись концертов в Москве в Крокусе и Стрелке, выложенная на официальном сайте певицы, реж. Рената Литвинова |

### Видеоклипы
| Год  | Название                        | Режиссёр                      | Альбом                           |
| ---- | ------------------------------- | ----------------------------- | -------------------------------- |
| 1999 | «СПИД»                          | Павел Руминов                 | «Земфира»                        |
| 1999 | «Ариведерчи»                    | Александр Солоха              | «Земфира»                        |
| 1999 | «Почему»                        | Павел Руминов                 | «Земфира»                        |
| 2000 | «Искала»                        | Роман Прыгунов                | «Прости меня моя любовь»         |
| 2000 | «Хочешь?»                       | Павел Владимирский            | «Прости меня моя любовь»         |
| 2001 | «П. М. М. Л.»                   | Павел Владимирский            | «Прости меня моя любовь»         |
| 2001 | «Трафик»                        | Ирина Миронова                | «Четырнадцать недель тишины»     |
| 2002 | «∞ (Бесконечность)»             | Виктор Вилкс                  | «Четырнадцать недель тишины»     |
| 2002 | «Мачо»                          | Алексей Тишкин                | «Четырнадцать недель тишины»     |
| 2004 | «Прогулка»                      | Рената Литвинова              | «Вендетта»                       |
| 2005 | «Блюз»                          | Рената Литвинова              | «Вендетта»                       |
| 2005 | «Самолёт»                       | Рената Литвинова              | «Вендетта»                       |
| 2007 | «Итоги»                         | Рената Литвинова              | «Вендетта»                       |
| 2007 | «Мы разбиваемся»                | Рената Литвинова              | «Спасибо»                        |
| 2008 | «Господа»                       | Артём Рамазанов               | «Спасибо»                        |
| 2008 | «Снег начнётся»                 | Александр Лобанов             | «Спасибо»                        |
| 2011 | «Во мне»                        | Рената Литвинова              | «Спасибо»                        |
| 2014 | «Жить в твоей голове»           | Рената Литвинова              | «Жить в твоей голове»            |
| 2016 | «Возвращайся домой» (с Mujuice) | Роман Литвинов                | «Amore e morte» (альбом Mujuice) |
| 2021 | «Злой человек»                  | Рената Литвинова              | «Северный ветер» (саундтрек)     |
| 2021 | «Остин»                         | Алексей Крупник               | «Бордерлайн»                     |
| 2021 | «Пальто»                        | Рената Литвинова              | «Бордерлайн»                     |
| 2022 | «Не стреляйте»                  | нет информации                | «Z-Sides»                        |
| 2022 | «Мясо»                          | Рената Литвинова              | без альбома                      |
| 2023 | «PODNHA»                        | Юлия Тимонина, Степан Ходжаян | без альбома                      |
| 2023 | «PODNHA (Archive Remix)»        | нет информации                | без альбома                      |

### Использование в кинематографе
| Год  | Название                       | Режиссёр          | Композиции                                        |
| ---- | ------------------------------ | ----------------- | ------------------------------------------------- |
| 1999 | «С новым счастьем!»            | Леонид Эйдлин     | «Ромашки», «Ариведерчи»                           |
| 2000 | «Брат 2»                       | Алексей Балабанов | «Искала»                                          |
| 2000 | «Остановка по требованию»      | Джаник Файзиев    | «Искала»                                          |
| 2000 | «Каменская: не мешайте палачу» | Юрий Мороз        | «Лондон»                                          |
| 2004 | «Богиня: как я полюбила»       | Рената Литвинова  | «Любовь как случайная смерть»                     |
| 2009 | «Любовь в большом городе»      | Марюс Вайсберг    | «Почему»                                          |
| 2009 | «Мелодия для шарманки»         | Кира Муратова     | «Я полюбила Вас», «Господа», «Во мне», «1000 лет» |
| 2012 | «Последняя сказка Риты»        | Рената Литвинова  | Саундтрек к фильму                                |
| 2013 | «Девушка с коробкой»           | Рената Литвинова  | Саундтрек к фильму                                |
| 2013 | «Письмо Сальмы»                | Рената Литвинова  | Саундтрек к фильму                                |
| 2013 | «Сталинград»                   | Фёдор Бондарчук   | «Легенда» (cover «Кино»)                          |
| 2015 | «Про любовь»                   | Анна Меликян      | «Мечтой»                                          |
| 2018 | «Без меня»                     | Кирилл Плетнёв    | «П. М. М. Л.»                                     |
| 2021 | «Северный ветер»               | Рената Литвинова  | Саундтрек к фильму                                |
| 2021 | «Скромное обаяние волшебников» | Рената Литвинова  | Саундтрек к фильму                                |

## Неизданные песни

### Песни авторства Земфиры
- «90 тысяч звёзд»
- «Juicy Fruit»[7]
- «You Not Alone»[7]
- «Башни»
- «Всё получится»[8]
- «Всё портит»
- «Гриб»[9]
- «Жаль»
- «Меня спасёт Марина»
- «Мистер Пелевин»[7]
- «Париж»
- «Серёжа»
- «Снежинки»[9]
- «Суицид»[7]
- «Счастье моё»[7]
- «Ты же...»[10]
- «Улиточки»[9]
- «Чёрно-белая любовь»[11]

### Кавер-версии
| Название песни                   | Изначальный исполнитель           | Источник |
| -------------------------------- | --------------------------------- | -------- |
| «All You Need Is Love»           | The Beatles                       | [ 12 ]   |
| «Creep»                          | Radiohead                         | [ 13 ]   |
| «Perfect Day»                    | Лу Рид                            | [ 14 ]   |
| «Відпусти»                       | Океан Ельзи                       | [ 15 ]   |
| «Алюминиевые огурцы»             | Кино                              | [ 16 ]   |
| «Город»                          | Кино                              | [ 17 ]   |
| «Дерево»                         | Кино                              | [ 18 ]   |
| «Дождь для нас»                  | Кино                              | [ 19 ]   |
| «Закрой за мной дверь, я ухожу»  | Кино                              | [ 17 ]   |
| «Пачка сигарет»                  | Кино                              | [ 18 ]   |
| «Печаль»                         | Кино                              | [ 17 ]   |
| «Попробуй спеть вместе со мной»  | Кино                              | [ 17 ]   |
| «Проснись»                       | Кино                              | [ 18 ]   |
| «Рядом со мной»                  | Кино                              | [ 18 ]   |
| «Сказка»                         | Кино                              | [ 20 ]   |
| «Уходи»                          | Кино                              | [ 17 ]   |
| «Фильмы»                         | Кино                              | [ 18 ]   |
| «Москва»                         | Монгол Шуудан                     | [ 19 ]   |
| «Взгляд с экрана»                | Nautilus Pompilius                | [ 21 ]   |
| «Казанова»                       | Nautilus Pompilius                | [ 22 ]   |
| «Дельфины»                       | Мумий Тролль                      | [ 23 ]   |
| «Утекай»                         | Мумий Тролль                      | [ 24 ]   |
| «Песня Деда Мороза и Снегурочки» | Анатолий Папанов и Клара Румянова | [ 19 ]   |
| «Посмотри в глаза»               | Наталья Ветлицкая                 | [ 25 ]   |
| «Ресницы»                        | Братья Грим                       | [ 26 ]   |
| «Крутится, вертится шар голубой» | русский романс                    | [ 27 ]   |

### Дуэты
| Название песни         | Партнёр                | Источник |
| ---------------------- | ---------------------- | -------- |
| «Everybody Hurts»      | Патти Смит             | [ 28 ]   |
| «Life Is Real»         | Queen                  | [ 29 ]   |
| «We Are the Champions» | Queen                  | [ 29 ]   |
| «Будь со мной»         | Браво                  | [ 30 ]   |
| «Розы»                 | Браво                  | [ 30 ]   |
| «Верю я»               | Браво, Герберт Моралес | [ 30 ]   |
| «Дети лета»            | Моральный кодекс       | [ 31 ]   |
| «Я тебя люблю»         | Моральный кодекс       | [ 31 ]   |
| «Медведица»            | Мумий Тролль           | [ 32 ]   |
| «Мой рок-н-ролл»       | Би-2                   | [ 33 ]   |
| «Прасковья»            | Uma2rman               | [ 34 ]   |